# Little Buffalo (Alberta)
Little Buffalo est un hameau et établissement indien situé dans le Nord de la province d'Alberta, précisément sur la route 986 dans le comté de Northern Sunrise, à environ 100 kilomètres au nord-est de la ville de Rivière-la-Paix. Bien que ne s'agissant d'une réserve indienne, le hameau est associé à la Bande de Lubicon Lake.